# HD49040
HD49040 — хімічно пекулярна зоря спектрального класу B9, що має видиму зоряну величину в смузі V приблизно  8,8.
Вона  розташована на відстані близько 3584,1 світлових років від Сонця.

## Пекулярний хімічний вміст
Зоряна атмосфера HD49040 має підвищений вміст 
Cr
.